# C12orf57
C12orf57 (англ. Chromosome 12 open reading frame 57) – білок, який кодується однойменним геном, розташованим у людей на 12-й хромосомі. Довжина поліпептидного ланцюга білка становить 126 амінокислот, а молекулярна маса — 13 178.
| 10         |  | 20         |  | 30         |  | 40         |  | 50         |
| ---------- |  | ---------- |  | ---------- |  | ---------- |  | ---------- |
| MASASTQPAA |  | LSAEQAKVVL |  | AEVIQAFSAP |  | ENAVRMDEAR |  | DNACNDMGKM |
| LQFVLPVATQ |  | IQQEVIKAYG |  | FSCDGEGVLK |  | FARLVKSYEA |  | QDPEIASLSG |
| KLKALFLPPM |  | TLPPHGPAAG |  | GSVAAS     |  |            |  |            |

A: Аланін

C: Цистеїн

D: Аспарагінова кислота

E: Глутамінова кислота

F: Фенілаланін

G: Гліцин

H: Гістидин

I: Ізолейцин

K: Лізин

L: Лейцин

M: Метіонін

N: Аспарагін

P: Пролін

Q: Глутамін

R: Аргінін

S: Серин

T: Треонін

V: Валін

Задіяний у такому біологічному процесі, як ацетилювання. 
Локалізований у цитоплазмі.